# Impact Wrestling Emergence
Impact Emergence est un événement de catch (lutte professionnelle) produit par la promotion américaine, Impact ! Wrestling. 

## Historique des Emergence
| # | Événement        | Date              | Ville                    | Lieu                        | Main Event | Réf   |
| - | ---------------- | ----------------- | ------------------------ | --------------------------- | --- | ----- |
| 1 | Emergence (2020) | 18 - 25 août 2020 | Nashville, Tenessee      | Skyway Studios              | 18 août : The Motor City Machine Guns (Alex Shelley et Chris Sabin) (c) vs. The North (Ethan Page et Josh Alexander) pour les Impact World Tag Team Championship 25 août : Deonna Purrazzo (c) vs. Jordynne Grace pour le Impact Knockouts Championship | ,     |
| 2 | Emergence (2021) | 20 août 2021      | Nashville, Tenessee      | Skyway Studios              | Christian Cage (c) contre Brian Myers pour le Impact World Championship | [ 4 ] |
| 3 | Emergence (2022) | 12 août 2022      | Chicago, Illinois        | Cicero Stadium              | Josh Alexander (c) contre Alex Shelley pour le Impact World Championship |       |
| 3 | Emergence (2023) | 27 août 2023      | Toronto, Ontario, Canada | Rebel Entertainment Complex | |       |